# بوغوفينيي
بوغوفينجي (بالمقدونية: Боговиње) هي مدينة في مقاطعة تيتوفو في جمهورية مقدونيا.
يبلغ عدد سكانها حوالي 14500 نسمة حسب تعداد عام 2001.